# Chung kết Cúp FA 2023
Trận Chung kết cúp FA 2023 là trận đấu cuối cùng của mùa giải Cúp FA 2022–23, lần thứ 142 của giải đấu Cúp FA được tổ chức bởi Liên đoàn bóng đá Anh. Trận đấu được diễn ra trên sân vận động Wembley ở Luân Đôn vào ngày 3 tháng 6 năm 2023, và chứng kiến màn so tài giữa Manchester City và Manchester United, đánh dấu đây là lần đầu tiên có trận derby này diễn ra tại một trận chung kết cúp FA.
Manchester City giành chiến thắng chung cuộc trước Manchester United với tỷ số 2–1, qua đó giành quyền tham dự trận Siêu cúp Anh 2023 và sẽ đối đầu với Arsenal, đương kim á quân của Ngoại hạng Anh.

## Đường tới trận chung kết

### Manchester City
| Vòng                                                          | Đối thủ               | Kết quả |
| ------------------------------------------------------------- | --------------------- | ------- |
| 3                                                             | Chelsea (SN)          | 4–0     |
| 4                                                             | Arsenal (SN)          | 1–0     |
| 5                                                             | Bristol City (SK)     | 3–0     |
| TK                                                            | Burnley (SN)          | 6–0     |
| BK                                                            | Sheffield United (TL) | 3–0     |
| Chú ý: (SN) = Sân nhà; (SK) = Sân khách; (TL) = Sân trung lập |                       |         |

Man City bắt đầu hành trình của mình tại vòng 3 cúp FA, gặp Á quân mùa trước là Chelsea trên sân nhà, dễ dàng giành chiến thắng 4-0. Ở vòng 4, họ chạm trán đội bóng giàu thành tích nhất tại giải là Arsenal cũng trên sân nhà và thắng 1-0. Vòng 5, Man City làm khách của đội hạng nhất Bristol City và thắng 3-0.
Đến vòng tứ kết Man City trở về sân nhà tiếp đón đội vô địch giải hạng nhất là Burnley, trận đấu này Erling Haaland lập cú hat-trick và góp phần vào chiến thắng 6-0. Ở vòng bán kết, Sheffield United, một đội bóng cũng đến từ hạng nhất là đối thủ của Man City; ở đó Riyad Mahrez lập hat-trick giúp Man City thắng 3-0 và lọt vào chung kết.

### Manchester United
| Vòng                                                          | Đối thủ       | Kết quả       |
| ------------------------------------------------------------- | ------------- | ------------- |
| 3                                                             | Everton (SN)  | 3-1           |
| 4                                                             | Reading (SN)  | 3–1           |
| 5                                                             | West Ham (SN) | 3–1           |
| TK                                                            | Fulham (SN)   | 3–1           |
| BK                                                            | Brighton (TL) | 0–0 (6-7 (p)) |
| Chú ý: (SN) = Sân nhà; (SK) = Sân khách; (TL) = Sân trung lập |               |               |

Hành trình của Man Utd được xem là khá dễ thở, khi họ lần lượt đánh bại Everton, Reading, West Ham và Fulham trên sân nhà Old Trafford với cùng tỷ số 3-1. Ở bán kết họ chạm trán Brighton và giành chiến thắng trong loạt luân lưu nhờ cú sút quyết định của Lindelof.

## Trận đấu
| Manchester City    | 2–1      | Manchester United       |
| ------------------ | -------- | ----------------------- |
| - Gündoğan 1', 51' | Chi tiết | - Fernandes 33' (ph.đ.) |

| Manchester City | Manchester United |

| TM               | 18 | Stefan Ortega      | 81'   |
| HV               | 2  | Kyle Walker        | 90+5' |
| HV               | 3  | Rúben Dias         |       |
| HV               | 25 | Manuel Akanji      |       |
| TV               | 5  | John Stones        |       |
| TV               | 16 | Rodri              | 90'   |
| TV               | 20 | Bernardo Silva     |       |
| TV               | 17 | Kevin De Bruyne    | 76'   |
| TV               | 8  | İlkay Gündoğan (c) |       |
| TV               | 10 | Jack Grealish      | 89'   |
| TĐ               | 9  | Erling Haaland     |       |
| Thay người:      |    |                    |       |
| TM               | 31 | Ederson            |       |
| HV               | 6  | Nathan Aké         | 89'   |
| HV               | 14 | Aymeric Laporte    | 90+5' |
| HV               | 82 | Rico Lewis         |       |
| TV               | 4  | Kalvin Phillips    |       |
| TV               | 47 | Phil Foden         | 76'   |
| TV               | 80 | Cole Palmer        |       |
| TĐ               | 19 | Julián Álvarez     |       |
| TĐ               | 26 | Riyad Mahrez       |       |
| Huấn luyện viên: |    |                    |       |
| Pep Guardiola    |    |                    |       |

| TM               | 1  | David de Gea        |       |
| HV               | 29 | Aaron Wan-Bissaka   | 45+4' |
| HV               | 19 | Raphaël Varane      |       |
| HV               | 2  | Victor Lindelöf     | 83'   |
| HV               | 23 | Luke Shaw           |       |
| TV               | 18 | Casemiro            |       |
| TV               | 17 | Fred                | 79'   |
| TV               | 8  | Bruno Fernandes (c) |       |
| TV               | 14 | Christian Eriksen   | 62'   |
| TV               | 25 | Jadon Sancho        | 78'   |
| TĐ               | 10 | Marcus Rashford     |       |
| Thay người:      |    |                     |       |
| TM               | 31 | Jack Butland        |       |
| HV               | 5  | Harry Maguire       |       |
| HV               | 12 | Tyrell Malacia      |       |
| HV               | 20 | Diogo Dalot         |       |
| TV               | 39 | Scott McTominay     | 83'   |
| TĐ               | 27 | Wout Weghorst       | 78'   |
| TĐ               | 28 | Facundo Pellistri   |       |
| TĐ               | 36 | Anthony Elanga      |       |
| TĐ               | 49 | Alejandro Garnacho  | 62'   |
| Huấn luyện viên: |    |                     |       |
| Erik ten Hag     |    |                     |       |

| Cầu thủ xuất sắc nhất trận đấu: İlkay Gündoğan (Manchester City) Trợ lý trọng tài: Neil Davies (London) Scott Ledger (South Yorkshire) Trọng tài thứ tư: Peter Bankes (Merseyside) Trợ lý trọng tài dự bị:: Adrian Holmes (West Yorkshire) Trợ lý trọng tài video: David Coote (Nottinghamshire) Trợ lý tổ trợ lý trọng tài video: Simon Long (Cornwall) | Luật trận đấu - 30 phút của hiệp phụ nếu cần thiết - Loạt sút luân lưu nếu vẫn có tỷ số hòa - Có tối đa 9 cầu thủ dự bị - Được phép thay tối đa 5 cầu thủ dự bị, và được phép thay thêm 1 cầu thủ dự bị nữa trong hiệp phụ |